# Вікіпедія мовою каннада
Вікіпедія мовою каннада — розділ Вікіпедії мовою каннада. Створена у червні 2003 року. Вікіпедія мовою каннада станом на 29 березня 2025 року містить 33 616 статей, 91 281 зареєстрованого користувача, 202 активних дописувачів, 4 адміністраторів
. Загальна кількість сторінок у Вікіпедії мовою каннада — 154 892, редагувань — 1 295 161, завантажених файлів — 2353
. Глибина (рівень розвитку мовного розділу) Вікіпедії мовою каннада велика і становить 108.8 пунктів

Територія поширення мови каннада.

. 

## Історія
- Листопад 2004 — створена 100-та стаття[3].
- Березень 2006 — створена 1 000-на стаття[3].
- Грудень 2010 — створена 10 000-на стаття[3].
- Березень 2016 — створена 20 000-на стаття[4].